# Астахов, Михаил Семёнович
Михаил Семёнович Астахов (род. 12 ноября 1951 года, Каменск-Уральский, Свердловская область) — российский политик, глава администрации Каменска-Уральского (2008—2016). Глава Южного управленческого округа Свердловской области (2016—2019).

## Образование
Родился 12 ноября 1951 года в Каменске-Уральском в семье рабочих.
Окончил среднюю школу № 18, затем — Уральский ордена Трудового Красного знамени политехнический институт им. С. М. Кирова.
Трудовую деятельность начал в 1969 году учеником токаря на Уральском алюминиевом заводе.
С ноября 1969 по ноябрь 1971 года проходил военную службу.
В 1972 году начал работать электрослесарем КИПиА на Уральском алюминиевом заводе, а с августа 1973 года — подручным вальцовщика на Синарском трубном заводе.
С 1976 по 1982 год — учёба на факультете «Обработка металлов давлением» УПИ (без отрыва от производства).
В 1979—1983 гг. — первый секретарь заводского комитета комсомола.
В 1990 году — заместитель председателя профкома Синарского трубного завода.
В 1994 году — заместитель, а затем начальник отдела производственных взаимозачетов.
В 1998—1999 годах — начальник финансового управления ЗАО «Торговый дом СинТЗ».
В 2000 году назначен заместителем генерального директора по кадрам и социальным вопросам, а с 2006 года — директор по управлению персоналом ОАО «СинТЗ». По итогам 2006 года служба персонала ОАО «СинТЗ» была признана победителем Всероссийского конкурса «Лучшая кадровая служба».
В 2004 году Михаил Астахов был избран депутатом городской думы муниципального образования г. Каменск-Уральский, возглавлял комитет по социальной политике.
2 марта 2008 года избран главой администрации муниципального образования г. Каменск-Уральский. 4 марта 2012 года жители Каменска-Уральского избрали Михаила Астахова главой города на второй срок.

## Политическая карьера
В 2004 году избран депутатом городской думы города Каменск-Уральский, возглавлял комитет по социальной политике.
2 марта 2008 года избран главой администрации города Каменск-Уральский
- первый срок 2 марта 2008 — 4 марта 2012 года.
- второй срок — 4 марта 2012 — 16 марта 2017 года.

21 марта 2016 года — назначен Губернатором Свердловской области на должность главы Южного управленческого округа Свердловской области. В октябре 2019 освобождён от должности.
15 мая 2018 года исключён из партии Единая Россия

## Арест
12 мая 2018 года задержан по обвинению в совершении преступления, предусмотренного частью 6 статьи 290 УК РФ «Получение должностным лицом лично или через посредника взятки в виде денег, ценных бумаг, иного имущества либо в виде незаконных оказания ему услуг имущественного характера в особо крупном размере». По версии следствия, в 2014 году обвиняемый лично и через посредников получил от генерального директора частной строительной компании взятку в особо крупном размере за способствование совершению действий по своевременному и беспрепятственному принятию строительных работ по двум муниципальным контрактам. В связи с этим органы СКР попросили суд избрать чиновнику меру пресечения в виде домашнего ареста. По решению судьи Ленинского районного суда Екатеринбурга Михаил Астахов арестован на два месяца.
22 июля 2019 года осужден по статье 290 УК РФ на 8 лет лишения свободы с отбыванием в исправительной колонии строгого режима, штрафу в 12 миллионов рублей и лишением всех государственных наград. Позже суд смягчил наказание до шести лет условно из-за плохого здоровья подсудимого.
17 января 2020 года Синарский районный суд г. Каменска-Уральского удовлетворил гражданский иск прокуратуры Свердловской области о взыскании с Астахова более 2,6 миллионов рублей в доход Российской Федерации.

## Личная жизнь
Женат. Есть дочь и сын, внук и две внучки.

## Награды
Имеет почетное звание «Почетный металлург Российской Федерации». Награждён почетными грамотами министерства промышленности Российской федерации, губернатора Свердловской области, министерства промышленности, энергетики и науки Свердловской области, почетной грамотой Свердловского областного комитета Профсоюза работников государственных учреждений и общественного обслуживания РФ.
Награждён медалью ордена «За заслуги перед Отечеством» II степени (лишен по решению Синарского районного суда города Каменска-Уральского).